# Verbandsgemeinde Landstuhl
Die Verbandsgemeinde Landstuhl ist eine Gebietskörperschaft im Landkreis Kaiserslautern in Rheinland-Pfalz. Sie entstand zum 1. Juli 2019 aus dem freiwilligen Zusammenschluss der Verbandsgemeinden Kaiserslautern-Süd und Landstuhl. Ihr gehören die Stadt Landstuhl als Verwaltungssitz sowie elf weitere Ortsgemeinden an.

## Verbandsangehörige Gemeinden
| Ortsgemeinde, Stadt        | Fläche (km²) | Einwohner |
| -------------------------- | ------------ | --------- |
| Bann                       | 12,94        | 2.204     |
| Hauptstuhl                 | 5,00         | 1.199     |
| Kindsbach                  | 8,80         | 2.521     |
| Krickenbach *              | 10,02        | 1.181     |
| Landstuhl, Stadt           | 15,34        | 8.332     |
| Linden *                   | 5,10         | 1.185     |
| Mittelbrunn                | 8,97         | 727       |
| Oberarnbach                | 5,08         | 439       |
| Queidersbach *             | 14,78        | 2.726     |
| Schopp *                   | 11,35        | 1.495     |
| Stelzenberg *              | 9,23         | 1.249     |
| Trippstadt *               | 43,74        | 2.824     |
| Verbandsgemeinde Landstuhl | 150,35       | 26.082    |

(Einwohner am 31. Dezember 2024)

## Geschichte
Am 28. September 2010 wurde das „Erste Gesetz zur Kommunal- und Verwaltungsreform“ erlassen mit dem Ziel, Leistungsfähigkeit, Wettbewerbsfähigkeit und Verwaltungskraft der kommunalen Strukturen zu verbessern. Für Verbandsgemeinden wurde festgelegt, dass diese mindestens 12.000 Einwohner (Hauptwohnung am 30. Juni 2009) umfassen sollen. Mit 10.995 Einwohnern unterschritt die Verbandsgemeinde Kaiserslautern-Süd die vorgesehene Mindesteinwohnerzahl, die Verbandsgemeinde Landstuhl hatte am Stichtag 15.644 Einwohner.
Der Verbandsgemeinderat Landstuhl hatte in der Sitzung am 25. März 2010 einstimmig der Aufnahme ergebnisoffener Verhandlungen mit der Verbandsgemeinde Kaiserslautern-Süd über einen Zusammenschluss grundsätzlich zugestimmt. In der Folge wurden auch die Gemeinderäte der betroffenen Ortsgemeinden in die Fusionspläne einbezogen.
Am 11. November 2015 wurde im rheinland-pfälzischen Landtag das „Landesgesetz über den Zusammenschluss der Verbandsgemeinden Kaiserslautern-Süd und Landstuhl“ verabschiedet. Das Gesetz regelt die Bildung der neuen Verbandsgemeinde zum 1. Juli 2019, die den Namen „Landstuhl“ führt. Der Sitz ihrer Verwaltung ist die Stadt Landstuhl.
Das Land gewährte aus Anlass der Bildung der neuen Verbandsgemeinde eine Zuweisung in Höhe von 2.000.000 Euro.

### Einwohnerentwicklung
| Verbandsgemeinde Landstuhl: Einwohnerzahlen von 2012 bis 2024                                                                      | Verbandsgemeinde Landstuhl: Einwohnerzahlen von 2012 bis 2024 | Verbandsgemeinde Landstuhl: Einwohnerzahlen von 2012 bis 2024 | Verbandsgemeinde Landstuhl: Einwohnerzahlen von 2012 bis 2024 | Verbandsgemeinde Landstuhl: Einwohnerzahlen von 2012 bis 2024 |
| --- | ------------------------------------------------------------- | ------------------------------------------------------------- | ------------------------------------------------------------- | ------------------------------------------------------------- |
| Jahr |                                                               |                                                               |                                                               | Einwohner                                                     |
| 2012 | 2012                                                          |                                                               | 25.999                                                        | 25.999                                                        |
| 2015 | 2015                                                          |                                                               | 25.902                                                        | 25.902                                                        |
| 2020 | 2020                                                          |                                                               | 25.972                                                        | 25.972                                                        |
| 2024 | 2024                                                          |                                                               | 26.082                                                        | 26.082                                                        |
| Quelle(n): statistik.rlp.de Anmerkung(en): Die Entwicklung der Einwohnerzahl, bezogen auf das heutige Gebiet der Verbandsgemeinde. |                                                               |                                                               |                                                               |                                                               |

## Verbandsgemeinderat
Der Verbandsgemeinderat Landstuhl besteht aus 36 ehrenamtlichen Ratsmitgliedern, die bei der Kommunalwahl am 9. Juni 2024 in einer personalisierten Verhältniswahl gewählt wurden, und dem hauptamtlichen Bürgermeister als Vorsitzendem.
Die Sitzverteilung im Verbandsgemeinderat:
| Wahl   | SPD | CDU | FDP | Linke | FWG a | Gesamt   |
| ------ | --- | --- | --- | ----- | ----- | -------- |
| 2024   | 7   | 15  | 1   | –     | 13    | 36 Sitze |
| 2019 b | 9   | 14  | –   | 2     | 11    | 36 Sitze |

## Bürgermeister
Bei den Wahlen am 26. Mai 2019 setzte sich Peter Degenhardt (CDU) im ersten Wahlgang mit einem Stimmenanteil von 62,91 % durch und wird damit erster Verbandsbürgermeister der neuen Verbandsgemeinde.

## Wappen
Das Wappen wurde von der Kreisverwaltung am 2. Juli 2019 genehmigt.
| Wappen von Verbandsgemeinde Landstuhl | Blasonierung: „In Schwarz das Stammwappen der Sickinger mit fünf (2, 1, 2) silbernen Kugeln. Im rechten Obereck das Wappen der Familie von Hacke in Silber mit zwei aufgerichteten, gegeneinander gewölbten, von Rot, Gold und Blau gestreiften Regenbogen. Im linken Obereck ein Eichenzweig mit drei Blättern und 2 Eicheln. Der Schildbord des Wappens einer Verbandsgemeinde zwölffach in Schwarz und Silber geteilt.“ |
| Wappen von Verbandsgemeinde Landstuhl | Wappenbegründung: „Neun der zwölf Gemeinden (Bann, Hauptstuhl, Kindsbach, Krickenbach, Landstuhl, Linden, Mittelbrunn, Oberarnbach und Queidersbach) gehörten bis 1794 zur Herrschaft Landstuhl. Diese befand sich im Besitz der Herren von Sickingen. Das Stammwappen der Sickinger zeigt in schwarz fünf (2, 1, 2) silberne Kugeln. Es nimmt deswegen den größten Platz im neuen Wappen ein. Stelzenberg und Trippstadt gehörten zur Kurpfalz und wurden 1716, zusammen mit dem jetzigen Kaiserslauterer Stadtteil Mölschbach, dem Kurpfälzer Oberstjägermeister bzw. Oberstforstmeister Freiherr Ludwig Anton von Hacke zu Lehen aufgetragen. Das Wappen der Familie von Hacke zeigt in Silber zwei aufgerichtete, gegeneinander gewölbte, von Rot, Gold und Blau gestreifte Regenbogen. Schopp, ebenfalls kurpfälzisch, ist als einzige Gemeinde der neuen Verbandsgemeinde Teil des sogenannten Holzlandes. Der Eichenzweig ist Symbol für den Waldreichtum der Region sowie für den Pfälzerwald selbst. Der Schildbord kennzeichnet in Rheinland-Pfalz speziell das Wappen einer Verbandsgemeinde. Die zwölffache Teilung in Schwarz und Silber bezieht sich auf die elf verbandsangehörigen Gemeinden sowie die Stadt Landstuhl.“ |